# ネバダ大学ラスベガス校

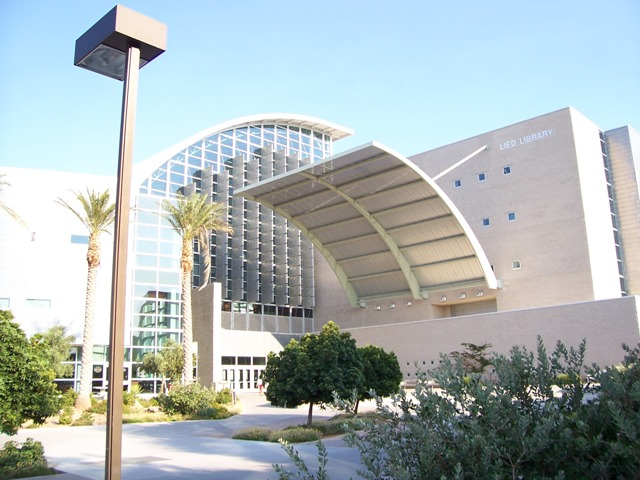
リード ライブラリー

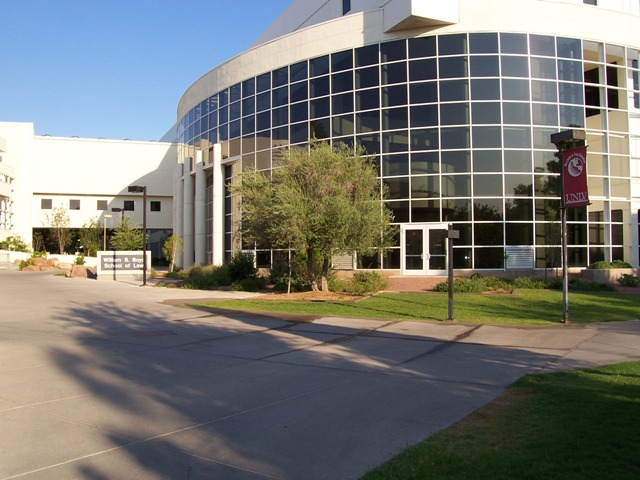
ロー・スクール：ウィリアム・S・ボイド法科大学院

ネバダ大学ラスベガス校（ネバダだいがくラスベガスこう、University of Nevada, Las Vegas）は、ネバダ州クラーク郡の都市・ラスベガスにキャンパスを置く、アメリカ合衆国の州立大学である。略称は、UNLV。1957年創立。学生数は約31,000人。

## 歴史
- 1951年にラスベガス高校の教室を間借りして、ジェームス・ディキンソン教授と12人の生徒で始める。
- 1957年、Nevada Board of Regentsに正式にネバダ大学の一部として認可され、現在のキャンパスに移る。
- 1968年、Nevada Board of Regentsよりネバダ大学リノ校と同等の高等教育機関として認可される。
- 2004年、大学メディカルセンター近くにシャドウレーン キャンパスをオープンする。
- 2006年、シンガポールキャンパスをオープンし、ホテル経営学部(現:ホスピタリティ経営学部)が国外でも学位の授与を開始する。
- 現在は３万人を超える学生が在籍するネバダ州最大の総合研究大学に発展を遂げた。

## 学問
合わせて250を超える学士、修士、博士号のプログラムを、約1000人の教授・講師が教えている。
特にホスピタリティ経営学部 (旧:ホテル経営学部)は世界的に高い評価を受けており名門として知られる。
QS世界大学ランキング (2022)ではホスピタリティ分野で世界2位にランキングされた。
また国際ゲーミング研究所が設置され、カジノなどゲーミング分野の最先端研究が行われている。
その他に教育学や法学などの評価が高く、ネバダ州で唯一のロー・スクール(法科大学院)が設置されている。
大学全体としては、カーネギー教育振興財団が定義する高等教育機関分類の中で、アメリカ全体のトップ約3%にあたる『(R1) 最も高度な研究活動』を行う研究機関であると評されている。
- 医学(School of Medicine)
- 歯学(School of Dental Medicine)
- 法学・ロースクール (William S. Boyd School of Law)
- ビジネス (Lee Business School)
- 教育学 (College of Education)
- 教養学 (College of Liberal Arts)
- 芸術学 (College of Fine Arts)
- 理学 (College of Sciences)
- 健康科学 (School of Health Sciences)
- 公衆衛生学 (School of Public Health)
- 大学院 (Graduate College)
- 都市環境学 (Greenspun College of Urban Affairs)
- 人材育成プログラム(Honors College)
- 工学 (Howard R. Hughes Engineering College)
- 建築学 (School of Architecture)
- 看護学 (School of Nursing)
- ホテル経営学•ホスピタリティ経営学(William F. Harrah College of Hospitlity Administration)

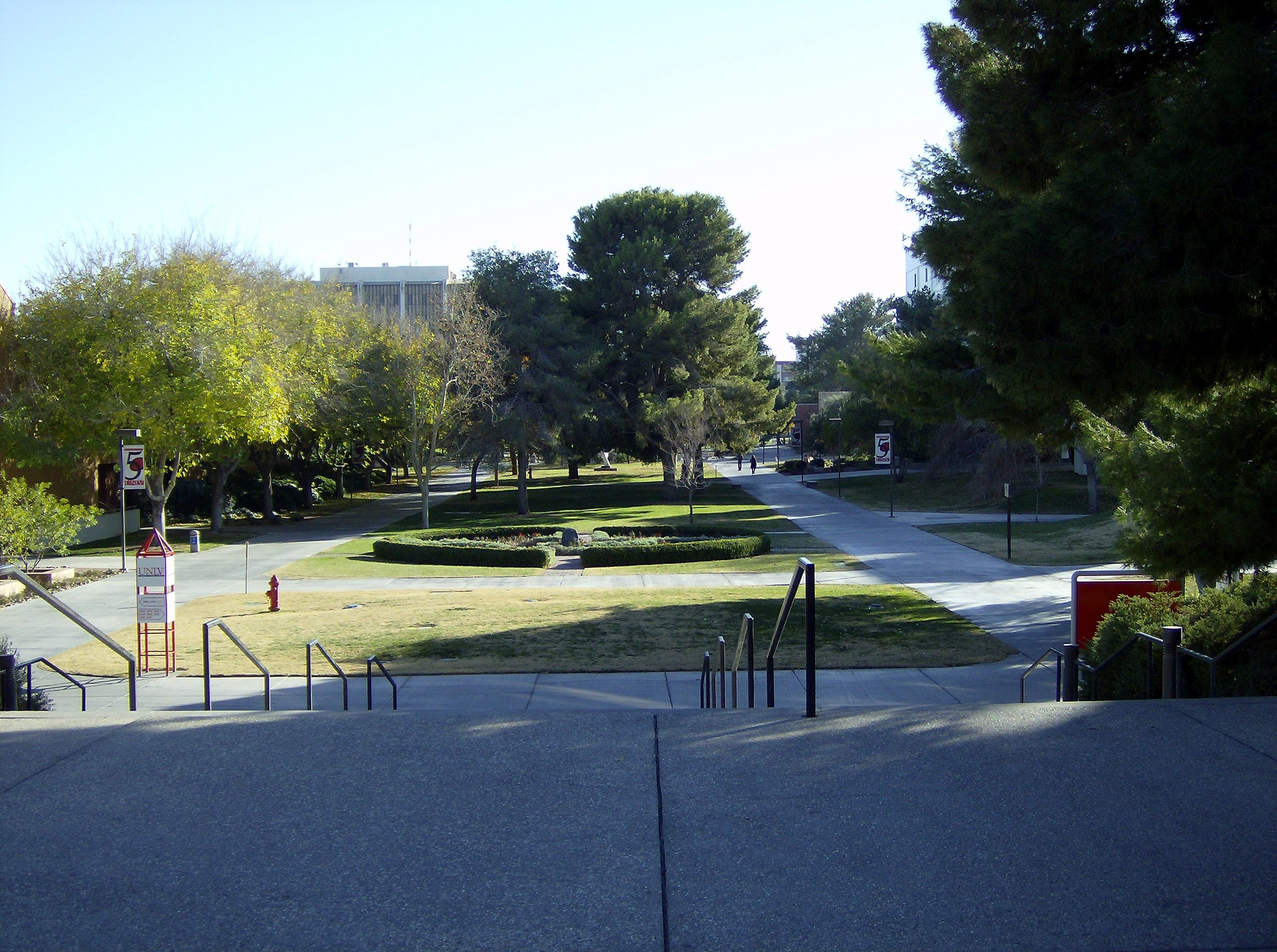
キャンパス内

## キャンパス
- メイン キャンパス:  ラスベガス・ストリップから東へ約2.5km、ハリー・リード国際空港の真北に位置する。面積は約135ha(332エーカー)。
- シャドウレーン キャンパス:   医学部 歯学部。州間高速道路15号線からウエストチャールストン通り沿に西へ約200m、大学メディカルセンター東隣に位置する。

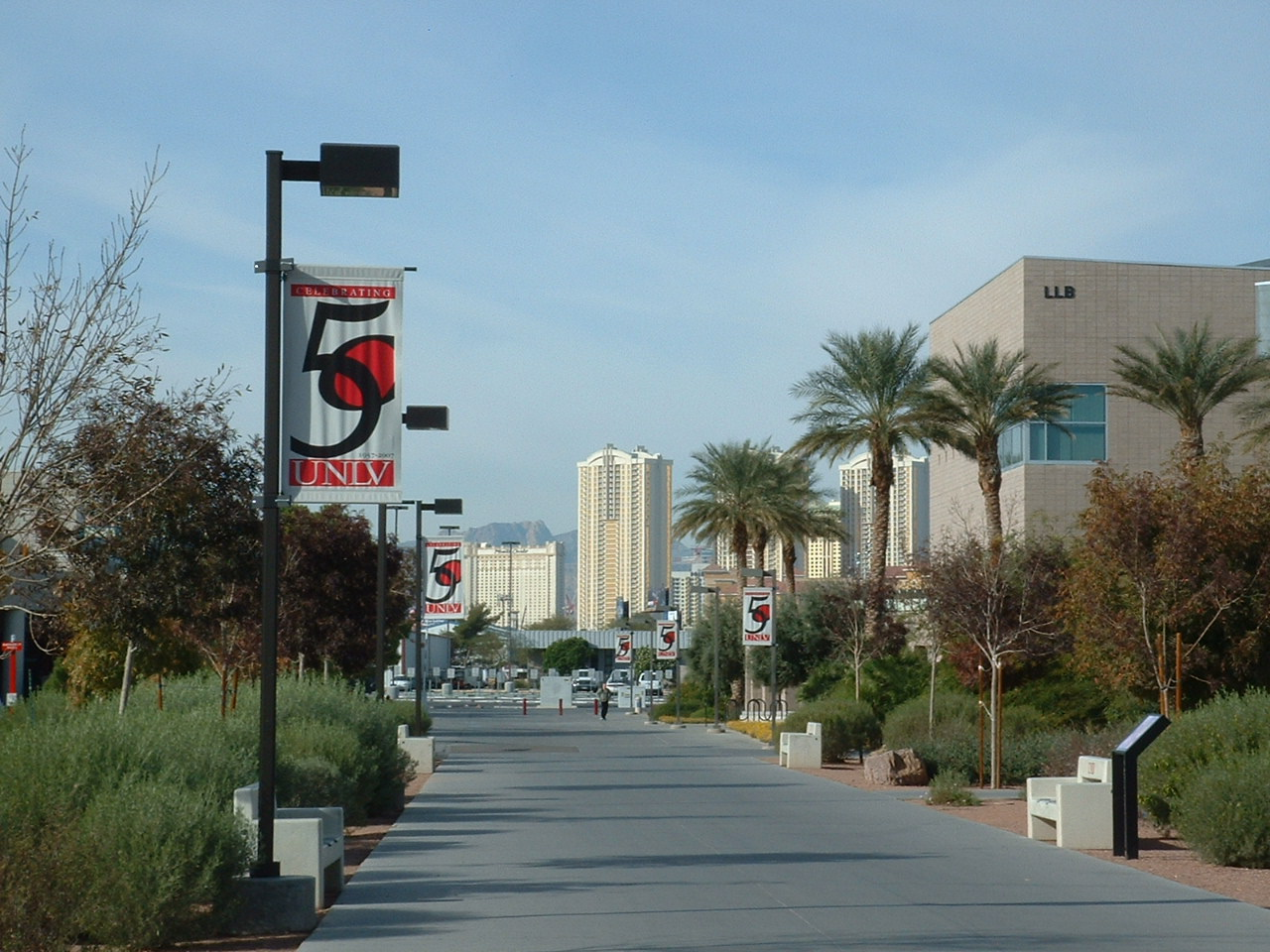
メインキャンパスから望むラスベガス・ストリップのホテル群

## スポーツ
16のスポーツチームがあり、すべてのチームがRebels(レベルズ)の愛称を持つ。全米の大学スポーツでは特にカレッジバスケットボールとカレッジフットボールの人気が高く、UNLVでも同様で力を入れている。

UNLV Rebels

伝統的には男子バスケットボールチームが強く、1990年には名門デューク大学を103-73と決勝戦史上最大の得点差そして史上初めて3桁得点で、全米チャンピオンとなった。ホームコートは18,776人収容のトーマス&マック・センター。このアリーナで2007年NBAオールスターゲームが開催された。これはNBAオールスター ゲーム史上初の大学キャンパスにあるアリーナにて開催されたゲームであった。

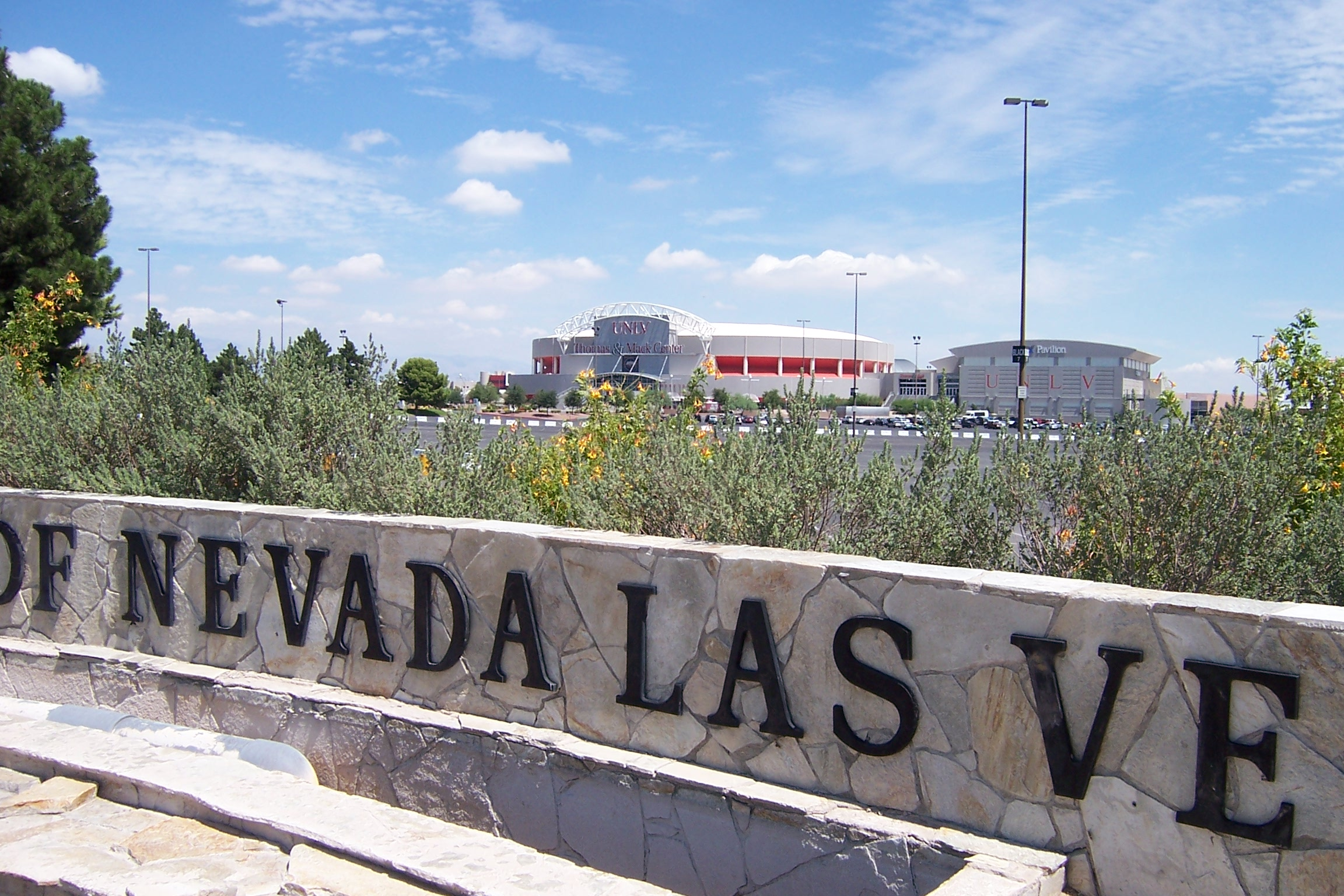
トーマス＆マックセンターとコックス パビリオン

フットボール(アメリカンフットボール)チームは2020年に新しく完成したアレジアント・スタジアム(屋内型ドーム 65,000人収容)を本拠地としている。

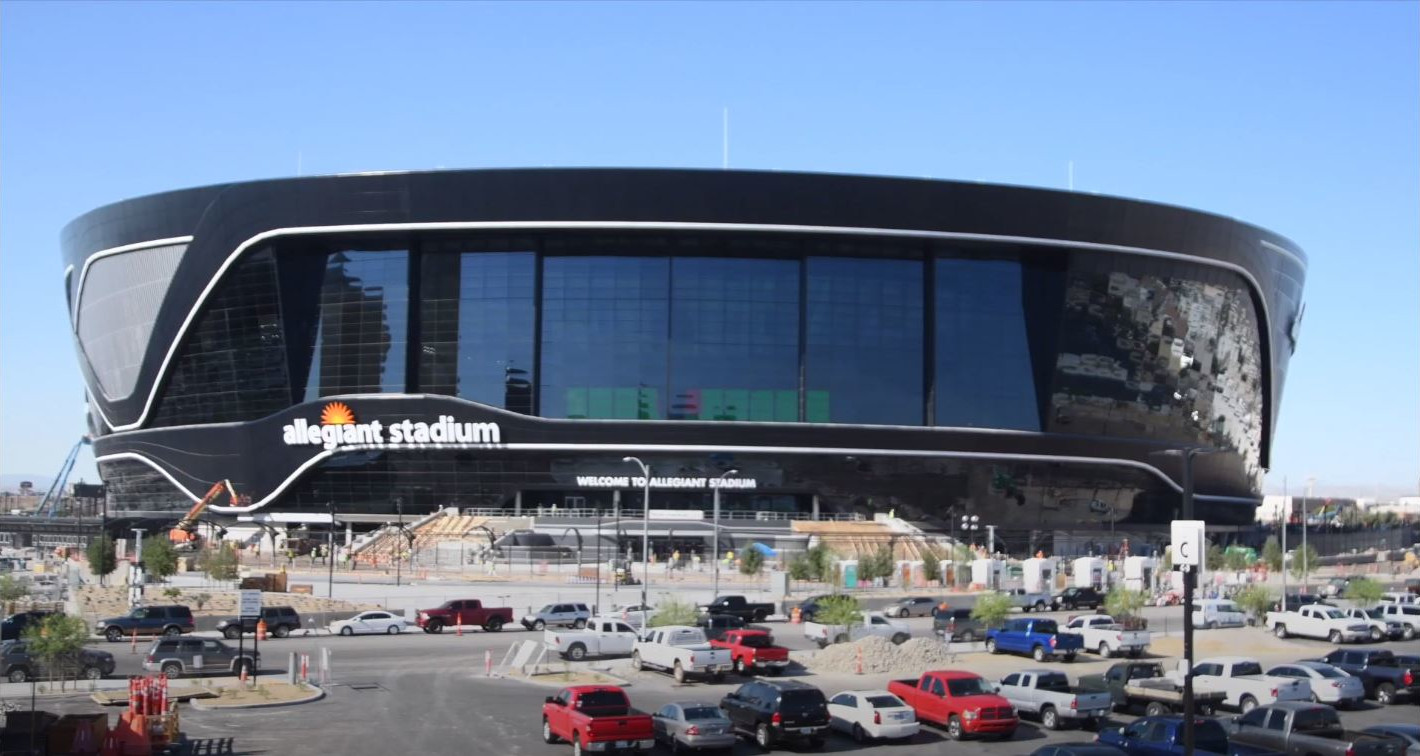
アレジアント スタジアム

## 主な出身者
バスケットボール
- レジー・セウス（元NBAプレーヤー）
- ラリー・ジョンソン（元NBAプレーヤー）
- グレッグ・アンソニー（元NBAプレーヤー）
- アイザイア・ライダー（元NBAプレーヤー）
- キーオン・クラーク（元NBAプレーヤー）
- ステイシー・オーグモン（元NBAプレーヤー）
- ショーン・マリオン（元NBAプレーヤー）
- マーカス・バンクス（元NBAプレーヤー）

アメリカンフットボール
- ランドール・カニンガム（元NFLプレーヤー）
- キーナン・マカーデル（元NFLプレーヤー）

野球
- ライアン・ラドウィック（元MLB選手）
- エフレン・ナバーロ（阪神でプレーしたプロ野球選手）
- デビッド・デントン（ヤクルトでプレーした元プロ野球選手）
- セシル・フィルダー

ゴルフ
- アダム・スコット

総合格闘技
- マービン・イーストマン（元UFC選手）

放送業界
- ケニー・メイン（ジャーナリスト、キャスター　ESPN スポーツセンター）
- アンソニー・E・ズイカー  (テレビプロデューサー  CSI:科学捜査班 製作者)

政治
- ジョー ロンバルド (ネバダ州知事)
- スティーブ シソラック (前ネバダ州知事)
- キャロリン・グッドマン (ラスベガス市長)
- オスカー グッドマン(前ラスベガス市長)
- シェリー  バークレー (元 米国下院議員、弁護士)
- ジェームス ビルブレイ (元 米国下院議員、弁護士)
- ジョン エンサイン ( 元 米国上院議員)
- ルーベン キーウィン ( 元 米国上院議員、下院議員)

経済
- ウィリアム ホーン バックル (MGMリゾーツ・インターナショナル, CEO)
- ブレイク L サルティーニ( Golden Entertainment, CEO )
- ジョージJ マルーフJr. (実業家NBA  サクラメント・キングス 前オーナー)
- リチャード・ボールドウィン （Shuffle Master,Inc.のヴァイスプレジデントおよび最高財務責任者）
- ウエリアム・マックビス （ベラージオのプレジデント）

その他
- 木曽崇  ( カジノ研究者、国際カジノ研究所 所長)
- トミ ラーレン ( 政治評論家 )
- フランシス J ベックウィズ ( 哲学者 )
- ジミー・キンメル ( テレビ司会者、コメディアン )
- ガイ フィエリ (レストラン経営者 作家 テレビプレゼンター)
- リア・ディゾン  ( J-POP歌手、モデル )
- ライアン・ヒガ ( 俳優、YouTuber )
- アシュリン・ギア （元女優：Xファイル等のテレビドラマおよびポルノ作品に出演）
- ヴェロニカ・ハート（元ポルノ女優、現ポルノ映画監督）
- シュグ・ナイト（デス・ロウ・レコード）の設立者